# Лаодіка (міфологія)
Лаодіка (/leɪˈɒdəˌsi/; дав.-гр. Λαοδίκη, трансліт. Лаодіка, латиніз. Laodice [la.odíkɛː]) — у давньогрецькій міфології може стосуватися таких осіб:
- Лаодіка, одна з гіперборейських німф. Разом зі своєю сестрою, Гіперохією, Лаодіка була похована після смерті на території храму Аполлона, де їхній могилі поклонялися місцеві жителі[1].
- Лаодіка, дочка Алоея, дружина Еола і мати Салмонея і Кретея[2].
- Лаодіка, дочка царя Пріама і принцеса Трої[3].
- Лаодіка, донька Агамемнона і Клітемнестри, іноді пов'язана з Електрою[4].
- Лаодіка, дочка кіпрського царя Кініра та Метарми. Вона була дружиною Елата і матір'ю Стімфала і Перея, а також, можливо, Ісхія, Кіллена і Епіта[5].
- Лаодіка, нащадка Агапенора, який був відомий тим, що надіслав до Тегеї одяг як подарунок Афіні Алеї та побудував у Тегеї храм Афродіти Пафії[6].
- Лаодіка, альтернативне ім'я Іфтіми, дочки Ікарія зі Спарти та Астеродії, дочки Еврипіла. Вона була сестрою Полімела, Дамасіка (Амасіка) і Пенелопи[7]. Лаодіку також називали Лаодамія, Меда та Гіпсіпіли[8].
- Лаодика, дочка Іфіса і мати Капанея[9].
- Лаодіка, золотоволоса коханка Посейдона[10].